# Гигантски изоподи
Гигантските изоподи (Bathynomus) са всеки от почти 20 вида големи изоподи (ракообразни, отдалечено свързани със скариди и раци, които са десетоноги) от рода Bathynomus.
Френският зоолог Алфонс Милн-Едуардс е първият, който описва рода през 1879 г., след като колегата му Александър Агасис събира незрели мъжки В. giganteus от Мексиканския залив; това е значимо откритие както за учените, така и за обществеността, тъй като по това време идеята за безжизнен или „азоен“ дълбок океан е опровергана съвсем наскоро от работата на сър Чарлз Уивил Томсън и други. Няма открити женски индивиди до 1891 г.

## Разпространение
Тези същества живеят във водите на Атлантическия, Тихия и Индийския океан на големи дълбочини.

## Описание
Ракообразното има дължина до 76 см и тегло до 1,7 кг.
Bathynomus giganteus, видът, на който се основава типа, често се счита за най-големия изопод в света, въпреки че други сравнително слабо известни видове Bathynomus могат да достигнат подобен размер (напр. B. kensleyi). Гигантските изоподи са известни със своята прилика с много по-малката мокрица, с която са свързани.
Изоподите се хранят с труповете на акули и китове, които потъват на дъното след смъртта си.

## Употреба
Гигантските изоподи не представляват особен интерес за повечето търговски риболовни дейности, но са скандално известни с това, че атакуват и унищожават риба, уловена в тралове (риболов с мрежи). Екземпляри, уловени в Америка и Япония, понякога се виждат в обществени аквариуми.
Гигантските изоподи обикновено не са обект на търговски риболов, но други видове Bathynomus могат да бъдат намерени в ресторанти край океана в Северен Тайван, където се варят и обикновено се сервират с ориз.

## Видове
Различават се девет вида гигантски изоподи:
- Bathynomus affinis
- Bathynomus decemspinosus
- Bathynomus doederleinii
- Bathynomus giganteus
- Bathynomus immanis
- Bathynomus kapala
- Bathynomus miyarei
- Bathynomus pelor
- Bathynomus propinquus

- Bathynomus richeri
- Bathynomus doederleinii